# Simulium rickenbachi
Simulium rickenbachi är en tvåvingeart som beskrevs av Germain och Mouchet 1966. Simulium rickenbachi ingår i släktet Simulium och familjen knott.
Artens utbredningsområde är Kamerun. Inga underarter finns listade i Catalogue of Life.